# Варварцев Микола Миколайович
Микола Миколайович Варварцев (25 вересня 1929, Київ — 28 квітня 2020, Київ) — український історик, дослідник історії міжнародних відносин, зарубіжної історіографії України й української еміграції, доктор історичних наук, професор. Започаткував новий напрям української історичної науки — дослідження українсько-італійських відносин.

## Життєпис
Народився 25 вересня 1929 р. у Києві в родині військового авіатора.
1952 року закінчив відділення журналістики філологічного факультету Київського державного університету.
У 1953—1968 роках працював у редакції газети «Вечірній Київ».
1972 року захистив кандидатську дисертацію «Українська емігрантська преса, 1950-1970-ті рр..».
1981 року захистив докторську дисертацію «Зарубіжні центри українознавства у післявоєнний період» (1981), у той же час відомий автореферат його докторської дисертації з грифом "Для служебного пользования" за іншою темою: "Буржуазное "украиноведение" на службе империалистической политики и пропаганды (1945-1980)" (Киев, 1981).
Від 1968 року молдодший науковий співробітник, старший науковий співробітник, від 1996 — головний науковий співробітник відділу всесвітньої історії та міжнародних відносин України Інституту історії України НАН України.
Очолював делегацію України на 28-й сесії Комісії соціального розвитку ООН (Відень, 1983).
Похований на Лісовому кладовищі у Києві.

## Наукова діяльність
Автор понад 300 наукових досліджень, у тому числі 25 індивідуальних та колективних монографій, та 400 науково-популярних і публіцистичних праць, опублікованих в Україні, Росії, Болгарії, Польщі, Італії, Словаччині, США, Австралії.
В наукових відрядженнях працював в архівах, рукописних фондах бібліотек, музеях Рима, Флоренції, Болоньї, Венеції, Мілана, Генуї, Неаполя, Турина, Пізи, Віченци, Форлі, Пістої, Лукки, Пеши. В ході досліджень там виявив раніше невідомі документи про українських діячів культури: Семена Гулака-Артемовського, Марка Вовчка, Миколу Костомарова, Михайла Драгоманова, Лесю Українку, Івана Франка та інших.
Знайдений фактичний матеріал поглибив уявлення вітчизняної історіографії, літературознавства та мистецтвознавства щодо їхнього життєвого й творчого шляху.
За підтримки представників італійської наукової громадськості він ініціював перед урядом України офіційне звернення до муніципалітету Сан-Ремо про встановлення меморіальної дошки Лесі Українці в цьому місті, яку й було урочисто відкрито в 1998 р.
До 200-літнього ювілею Джузеппе Гарібальді Микола Варварцев разом з італійськи професором Ренато Різаліті підготував та опублікував в Італії спільну працю Інституту історії України НАН України та Флорентійського університету про діяльність українського волонтера гарібальдійської армії — «Лев Ілліч Мечников. Записки гарібальдійця. Експедиція Тисячі» (2008, (італ.)).
Перекладав ряд історичних студій з італійської. Започаткував в історіографії напрям італістики з проблем українсько-італійських суспільно-політичних і культурних взаємин 18-20 ст. Його монографія «Італійці в Україні (ХІХ ст.). Біографічний словник діячів культури» (К., 1994), містить понад 500 статей, присвячених італійським науковцям, письменникам, співакам, педагогам, які пов'язали своє життя з Україною.
Член редколегії щорічника «Міжнародні зв'язки України: Наукові пошуки і знахідки», відповідальний редактор збірників праць та індивідуальних монографій.
Виступав на міжнародних конгресах славістів у Києві (1983) та Братиславі (1993), міжнародних конгресах з історії італійського Рісорджименто в Пізі (1996), Терамо (1998), Генуї (2004).
Читав лекції у Київському університеті імені Тараса Шевченка, Одеському університеті імені І. І. Мечникова, Київському лінгвістичному університеті,Флорентійському університеті.
Під керівництвом Миколи Варварцева підготовлено та захищено три кандидатські дисертації. Серед його учнів -  К. Бацак - кандидат історичних наук, доцент, дослідник історії італійської еміграції в Україні, італійсько-українських музично-театральних, культурних зв'язків у ХІХ-ХХ ст.

## Премії і нагороди
- Лауреат премії журналу «Україна» (1964).
- Заслужений діяч науки і техніки України (2004).
- Нагороджений італійським державним орденом «За заслуги перед Італійською Республікою» (2002).

## Основні праці
- Свята нашого часу. — К., 1962 (у співавт.).
- Украина в российско-итальянских общественных и культурных связях (1-я половина XIX в.). — К., 1986.
- Нариси історії української інтелігенції (перша половина XX ст.). — К., 1994. — Кн. 1 (у співавт.).
- Італійці в Україні (XIX ст.). Біографічний словник діячів культури. — К., 1994.
- Поширення ідей Мадзіні в Україні в XIX ст.. — Піза, 1996 (італ. мовою).
- Італійці в культурному просторі України (кінець XVIII — 20-ті рр. XX ст.). — К., 2000.
- Україна й Італія у наукових, освітніх та літературних взаєминах (друга половина XIX — початок XX ст.). Документи, епістолярій, матеріали. — К., 2000.
- Італійці та італійська культура в Україні. Gli italiani e la cultura in Ucraina. The Italians and the Italian Culture in Ukraine. — К., 2005.
- Джузеппе Мадзіні, мадзінізм і Україна. — К., 2006.
- Життя і сцена Миколи Іванова: історія українця в італійському Рісорджименто.— К., 2011.